# سالاسبليس
سالاسبليس (بالإنجليزية: Salaspils)‏ هي منطقة سكنية تقع في لاتفيا في لاتفيا. يقدر عدد سكانها بـ 21,102 نسمة ومساحتها 12 كم2 .

## المدن التوأمة
مدن فينسترفالده، Dzierzgoń وFinspång هي مدن توأمة لـسالاسبليس.